# Djecomon
Justin Kinwanou, dit Djecomon est un artiste chanteur béninois. Ancien enfant de rue, il est devenu célèbre à la suite d'une vidéo de lui postée par le producteur qui lui a tendu la main, Legend Beatz,,.

## Biographie

### Jeunesse et débuts
Justin Kinwanou est né au Bénin. Orphelin de père, il n'a jamais été à l'école et chante depuis son enfance. Ayant fait face aux difficultés de la vie dès son enfance, il quitte le domicile familial et devient un enfant de rue en essayant de gagner sa vie sur les plages de cotonou en chantant. Moqué par ceux qui ne croient pas en son talent, il n'a jamais abandonné,.

### Débuts
Après avoir cherché à entrer en contact avec le dénicheur de talent légend beatz, il réussit à le trouver et ils se rencontrent. Par la suite, légend beatz partage sur les réseaux sociaux une vidéo de sa rencontre avec djecomon. Devenu virale, la vidéo rend djecomon populaire auprès du public béninois. Légend beatz le prend alors sous son ailes et il devient chanteur,,.
Le 30 septembre 2023, djecomon sort son premier clip. Intitulé baba god, ce clip raconte son histoire,,. En cette même année, il sort une chanson en collaboration avec le chanteur béninois Axel Merryl. Il sort en 2024, chérifath, une chanson qui raconte l'histoire d'une fille qui se prostitue pour venir en aide à ses parents et qui finit par tomber enceinte,,,.